# Білик Богдан Васильович
Білик Богдан Васильович (нар. 12 вересня 1931, Сокаль, тепер Львівська область, Україна) — † 28 грудня 2014, Львів) — український лісівник, професор кафедри лісових машин і гідравліки Національного лісотехнічного університету України, кандидат технічних наук, доцент. Член-кореспондент Лісівничої академії наук України.

## Біографія
Білик Богдан народився 12 вересня 1931 року в місті Сокаль в сім'ї вчителів Білик Василя та Стефанії. Навчався в початковій школі в Сокалі, згодом — у 1-3 класах Сокальської гімназії (1941—1944). 1948 року закінчив Сокальську середню школу. Вищу освіту здобув у Львівському лісотехнічному інституті за спеціальністю — «Лісоінженерна справа», кваліфікація — «Інженер-технолог».
1953 року розпочав педагогічну діяльність у Львівському лісотехнічному інституті асистентом кафедри сухопутного транспорту лісу. В 1960—1963 роках був аспірантом цієї кафедри, у 1963—1967 — асистентом і старшим викладачем. 1965 року при Московському лісотехнічному інституті захистив кандидатську дисертацію з технічних наук за спеціальністю «Машини і механізми лісорозробок, лісозаготівель, лісового господарства і деревообробних підприємств» на тему «Иследование режимов работы лесовозных автомобилей в горных районах Карпат». У 1968 році йому присвоєно вчене звання доцента по кафедрі транспорту лісу Львівського лісотехнічного інституту. З 1967 по 1992 роки працював доцентом кафедри механізації лісорозробок і транспорту лісу, а з 1992 року по 2002 декан, професор кафедри лісових машин і гідравліки Національного лісотехнічного університету України.
З 1971 року здійснює керівництво аспірантурою. Під його керівництвом захищено 2 кандидатських дисертації. Викладацьку роботу проводить за спеціальністю «Обладнання лісового комплексу», викладає дисципліну «Теорія та проектування самохідних лісових машин».
В листопаді 1993 року його обрано членом-кореспондентом Лісівничої Академії Наук України, нагороджений знаком «Відмінник освіти України» (1995), за вагомий внесок у підготовку висококваліфікованих фахівців та плідну наукову і педагогічну діяльність йому присвоєно почесне звання «Заслужений працівник народної освіти України» (1999).
З квітня 1993 р. працює деканом Лісомеханічного факультету Українського державного лісотехнічного університету. Після проголошення незалежності України проводить активну громадську діяльність. У 1992 р. був одним із засновників Асоціації викладачів і співробітників лісотехнічного інституту і став її головою. Брав активну участь в заснуванні національної спілки педагогічних і наукових працівників Львівщини і є членом її ради. Він член Наукового товариства ім. Шевченка, «Просвіти» і Всеукраїнського Педагогічного Товариства ім. Ващенка.

## Наукові праці
Напрямком наукових досліджень професора Білика Б. В. є дослідження динаміки лісотранспортних засобів, моделювання динамічних процесів у трансмісії та ходовій системі колісних машин та оптимізація їх параметрів, створення відповідного програмного комп'ютерного забезпечення. Богдан Васильович Білик автор понад 100 наукових статей у вітчизняних та зарубіжних виданнях, автор і співавтор науково-популярної та навчально-методичної літератури:
- Білик Б. В. Проектування самохідних лісових машин: Навчальний посібник. — Київ-Львів: 1998. — 195 с.
- Білик Б. В., Адамовський М. Г. Теорія самохідних лісових машин: Навчальний посібник. — Київ-Львів: 1998. — 208 с.
- Білик Б. В., Адамовський М. Г. Проектування самохідних лісових машин: вибір параметрів, компонування і тяговий розрахунок. — Львів: 2005. — 164 с.
- Білик Б. В. Вибір параметрів, компонування і тяговий розрахунок колісних харвестерів. Методичні вказівки до курсового і дипломного проектування. — Львів: НЛТУ України, 2005. — 102 с.
- Білик Б. В. Конструювання і розрахунок коробки передач автотранспортного засобу. — Львів: НЛТУ України, 2006. − 42 с.
- Білик Б. В., Кусий А. Г., Борис М. М. Методичні вказівки до виконання лабораторних робіт з дисципліни «Автомобілі та трактори». — Львів: РВВ НЛТУ України, 2008. — 77 с.
- Білик Б. В. Структура процесу проектування лісотранспортних засобів і вимоги до математичного моделювання // Науковий вісник Національного лісотехнічного університету України: Збірник науково-технічних праць. Випуск 3.1. — Львів: УкрДЛТУ, 1995. — С. 66-74.
- Білик Б. В., Борис М. М., Кусий А. Г. Крутильні коливання в трансмісіях повнопривідних машин з реактивними контурами // Науковий вісник Національного лісотехнічного університету України: Збірник науково-технічних праць. — Львів: НЛТУ України. — 2008. — Випуск 18.2. — С. 236—241.

## Нагороди
За плідну багаторічну наукову працю професору Білику було присвоєно ряд звань:
- 1993 — «Відмінник освіти України».
- 1999 — «Заслужений працівник народної освіти України».